# Artesanías y arte popular en Michoacán

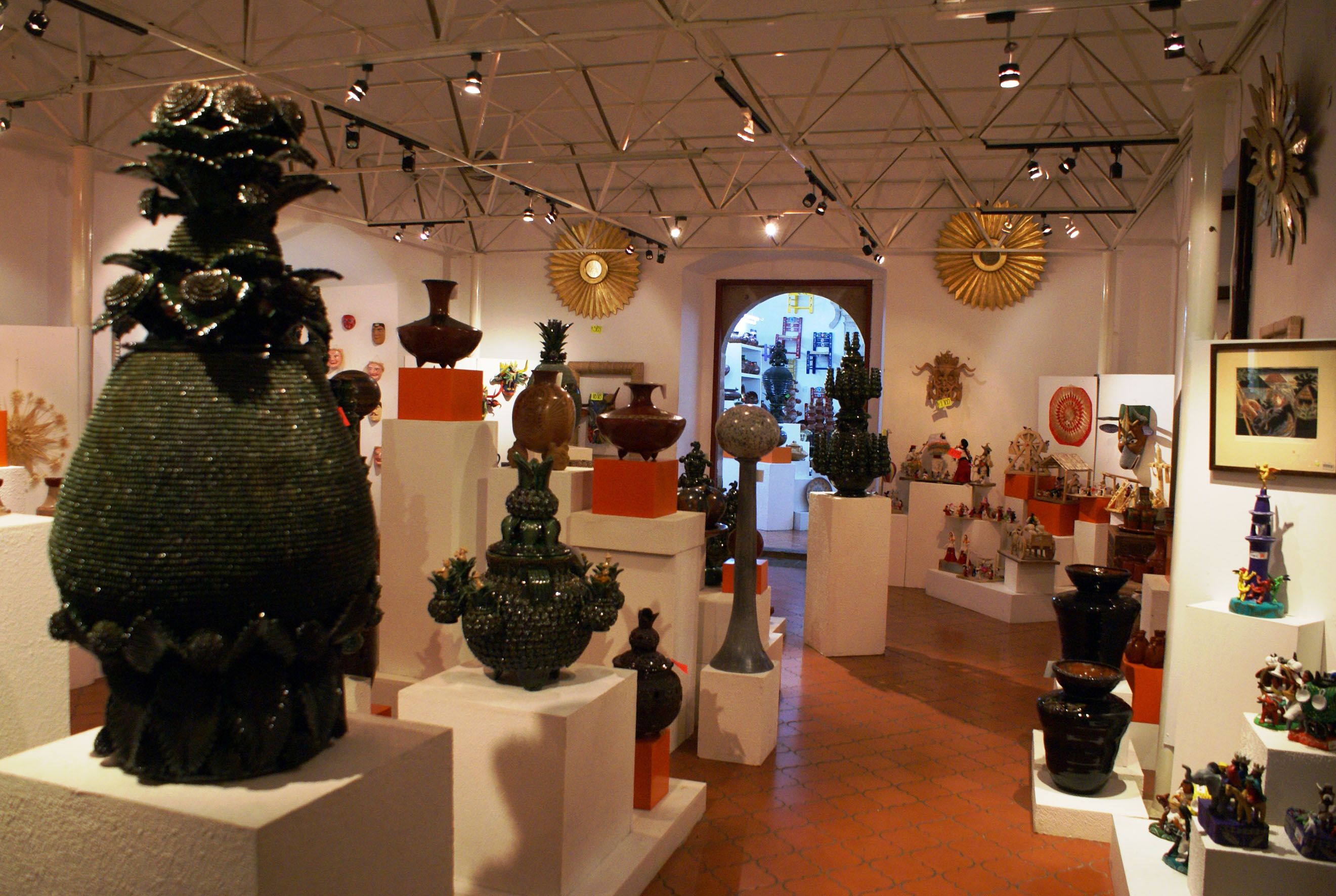
Vista dentro de la Casa de las Artesanías en Morelia

La artesanía y el arte popular michoacanos son una tradición regional mexicana centrada en el estado de Michoacán, en el centro y oeste de México. Sus orígenes se remontan al Imperio purépecha, y posteriormente a los esfuerzos de organización y promoción de oficios y artesanías de Vasco de Quiroga en lo que hoy es el norte y noreste del estado. El estado cuenta con una amplia variedad de más de treinta oficios artesanales, siendo los más importantes el trabajo de la madera, la cerámica y los textiles. Algunos son más específicos del estado, como la creación de imágenes religiosas con pasta de tallos de maíz y un tipo de mosaico hecho con paja de trigo teñida sobre una tabla encerada. Aunque los artesanos cuentan con el apoyo de concursos, ferias y marcas colectivas para determinados productos (para protegerlos de las imitaciones), la artesanía michoacana carece de acceso a los mercados, especialmente a los turísticos.

## Historia

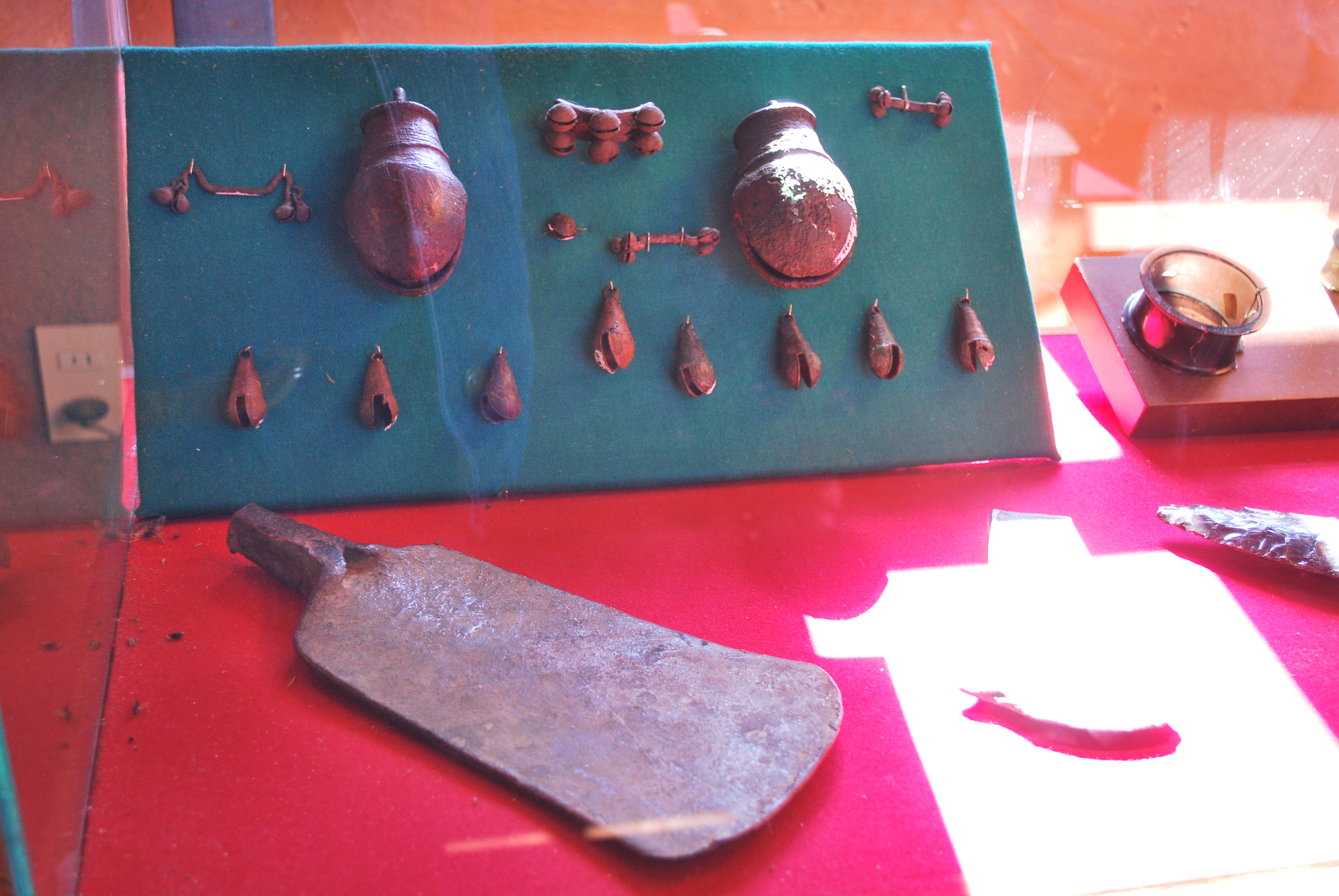
Instrumentos de cobre y bronce expuestos en el museo de sitio de Tzintzuntzan

Se pueden encontrar evidencias de artesanía prehispánica, especialmente en cerámica, en todas partes del estado, pero las tradiciones artesanales más desarrolladas datan del Imperio Purépecha, que se centró en el Lago de Pátzcuaro y se extendió hacia el este hasta lo que hoy es la frontera de Michoacán con el Estado de México. Los centros de producción prehispánicos incluían Cojumatlán, Zinapécuaro, Apatzingán, Tepalcatepec, Huetamo, Morelia y Cuitzeo, así como la costa y el río Balsas.
Los artesanos con mayor estatus social eran los que trabajaban con metales y plumas, así como los que trabajaban con piedras semipreciosas. Esto se debía a que estos artesanos producían bienes utilizados por las clases gobernantes, así como ofrendas a los dioses. Michoacán fue uno de los principales centros metalúrgicos de Mesoamérica, dominando el martillado, el recubrimiento de metales y la fundición de metales a la llegada de los españoles. La mayoría de los trabajos en metal eran en oro, pero los purépechas habían desarrollado algunos trabajos en cobre. La mayoría de los productos eran ornamentos para las clases gobernantes, pero se fabricaban algunos artículos utilitarios como agujas, anzuelos y perforadoras. Los artículos de lujo hechos con plumas finas eran particularmente apreciados por la sociedad Purépecha. Artículos como gorros, mantas, vestidos, tocados y bastones ornamentales adornados con plumas eran utilizados únicamente por sacerdotes y gobernantes como símbolos de poder y dignidad. Los artesanos que fabricaban estos objetos tenían su propia denominación, "izquarecucha". El trabajo de la piedra purépecha incluye el trabajo de la turquesa y otras piedras semipreciosas junto con la obsidiana. La mayoría se utilizaban en adornos y ofrendas, pero la obsidiana también se empleaba para herramientas agrícolas de alto valor económico, armas y cuchillos de sacrificio. Las tumbas de los trabajadores de la piedra pueden identificarse por sus bienes, que incluían sus herramientas y materias primas.
Otras dos artesanías prehispánicas muy importantes son los textiles y la cerámica, cuyos artesanos también podían dedicarse a tiempo completo y gozar de un estatus bastante elevado. Los tejedores purépechas trabajaban con algodón blanco y café, así como con una fibra más áspera de la planta de maguey llamada ixtle. Según la Relación de Michoacán, un documento de principios de la época colonial que describe la vida de los purépechas antes de la Conquista, el trabajo textil era competencia de las mujeres y las técnicas se transmitían de generación en generación. Las telas más ricas tenían plumas o pieles de conejo entretejidas en el algodón, y el paño blanco puro era un bien de fácil comercio, utilizado como forma de moneda. Los tintes procedían de fuentes naturales, como insectos y plantas, y los colores más comunes eran el azul, el negro y el rojo. Los productos textiles acabados incluían camisas, gorros, vestidos, hilos para atar los tocados y jubones que llevaban los guerreros.
La cerámica de la zona se distingue por su técnica, tamaño, forma y decoración. La cerámica Purépecha se caracteriza por ser policromática, en decoración negativa utilizando principalmente los colores negro, rojo y blanco. Los mejores ejemplos de este trabajo provienen de la zona del Lago de Pátzcuaro. La calidad y variedad de la vajilla sugiere que existía una clase de alfareros de tiempo completo. Los artefactos incluyen cuencos, ollas y más, incluyendo versiones en miniatura de éstos, así como silbatos, flautas y figuras. Otras zonas importantes de cerámica prehispánica son Zamora, Cojumatlán, Zanapécuaro, Apatzingán, Tepalcatepec, a lo largo del río Balsas, Huetamo, Morelia y Cuitzeo.

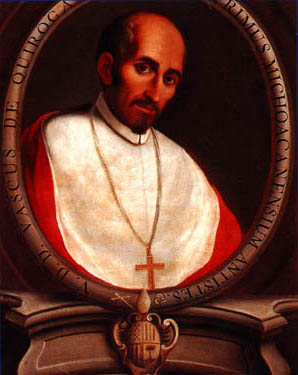
Vasco de Quiroga

Tras la conquista española, se introdujeron nuevas técnicas y algunos productos nuevos para los artesanos indígenas. Sin embargo, fueron los esfuerzos de Vasco de Quiroga, el primer obispo de Michoacán, los responsables de la mayor parte de las prácticas artesanales modernas del estado.
Cuando Quiroga llegó a la zona, la situación política y económica era caótica. Sus prioridades eran reactivar la economía y la evangelización. Basó gran parte de este esfuerzo en la larga tradición artística del antiguo imperio, tras estudiar las necesidades y tradiciones de la población y los recursos naturales de la zona. Trabajó para mejorar las técnicas de las que ya existían, como la alfarería y el tejido, e introdujo algunas nuevas. Quiroga asignó ciertas artesanías a ciertos pueblos como la elaboración de artículos de algodón a Ahuirán, artesanías de lana y madera a Aranza, alfarería a Capula, elaboración de cofres de madera a Cocupao (hoy Quiroga), elaboración de petates a Coro, sombreros de palma a Erongarícuaro, redes de pesca a Janitzio, artesanías de cuero a Ocumicho, instrumentos musicales a Paracho, artículos laqueados a Pátzcuaro y prendas de algodón a Zitácuaro. El objetivo era aprovechar los recursos de cada localidad y fomentar el comercio. Quiroga concentró sus esfuerzos en lo que fue el Imperio Purépecha, centrado en el lago de Pátzcuaro y que se extendía al este hasta lo que hoy es la frontera del estado con el Estado de México, donde aún se elabora la mayor parte de la artesanía michoacana. Su trabajo no siempre fue aprobado por sus superiores clericales, ya que a menudo contrastaba con sus intereses. Sin embargo, llegó a ser bien considerado por los indígenas de la región y aún hoy se refieren a él como el Tata (Abuelo) Vasco.
Desde entonces, las técnicas y los productos no han cambiado mucho, aunque se han introducido algunos métodos más modernos, como el uso de hornos de alto fuego y técnicas más modernas en la fabricación de violines.
Vasco de Quiroga no fue el único forastero que influyó en las comunidades artesanas de Michoacán. James Metcalf aportó nuevo vigor a Santa Clara de Cobre, Steven y Maureen Rosenthal crearon una nueva industria de muebles lacados en Erongaricuaro, y Mario López desarrolló líneas de muebles y otros artículos de decoración hechos de chuspata en Ihuatzio.

## Estatus

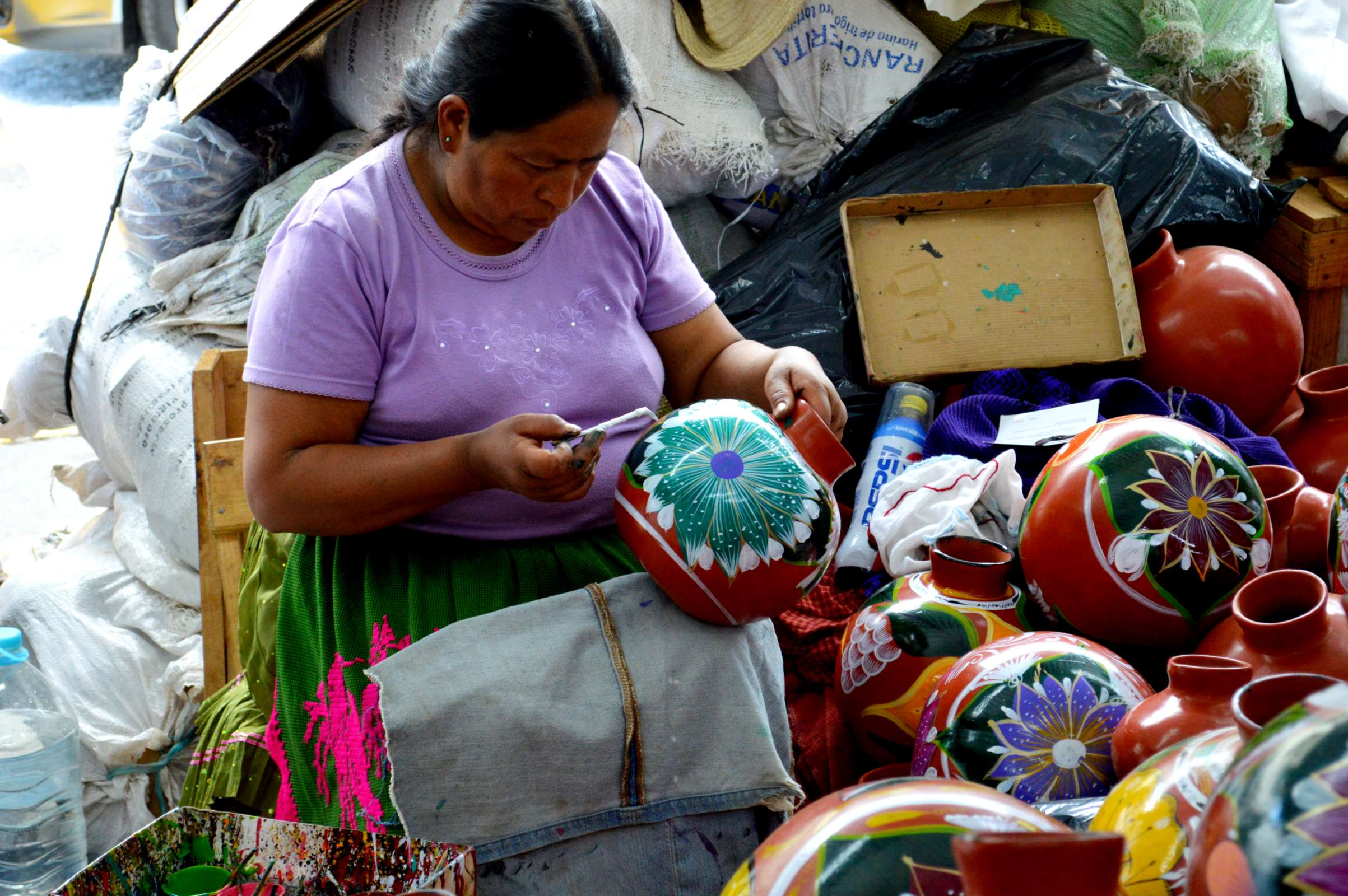
Mujer pintando una olla en el Palm Sunday Handcraft Market en Uruapan

Michoacán es uno de los principales productores de artesanía de México, con más de treinta tipos entre los que se incluyen la alfarería, el trabajo del metal, los textiles, la laca y el trabajo de la madera. El estado cuenta con abundantes recursos naturales, así como con tradiciones culturales y artísticas, que tienden a conservar las tradiciones. Hoy en día, la mayoría de las artesanías prehispánicas aún sobreviven, aunque muchas han sido modificadas por la introducción de métodos y herramientas más modernos, desde el periodo colonial y posteriormente.
Existen seis grandes zonas productoras de artesanía: Morelia, Pátzcuaro, Uruapan, Zamora y Lázaro Cárdenas. Varias comunidades destacan por su trabajo. Patamban es una de las comunidades artesanales más conocidas del estado, recomendada por la revista México Desconocido como una de las seis que hay que visitar en México por sus artesanías. Se especializa en cerámica de varios tipos como la natural (algunas decoradas con finas líneas pintadas), vidriada y bruñida. El artesano más famoso del pueblo es Neftalí Ayungua Suárez, también conocido como Tata Talli.

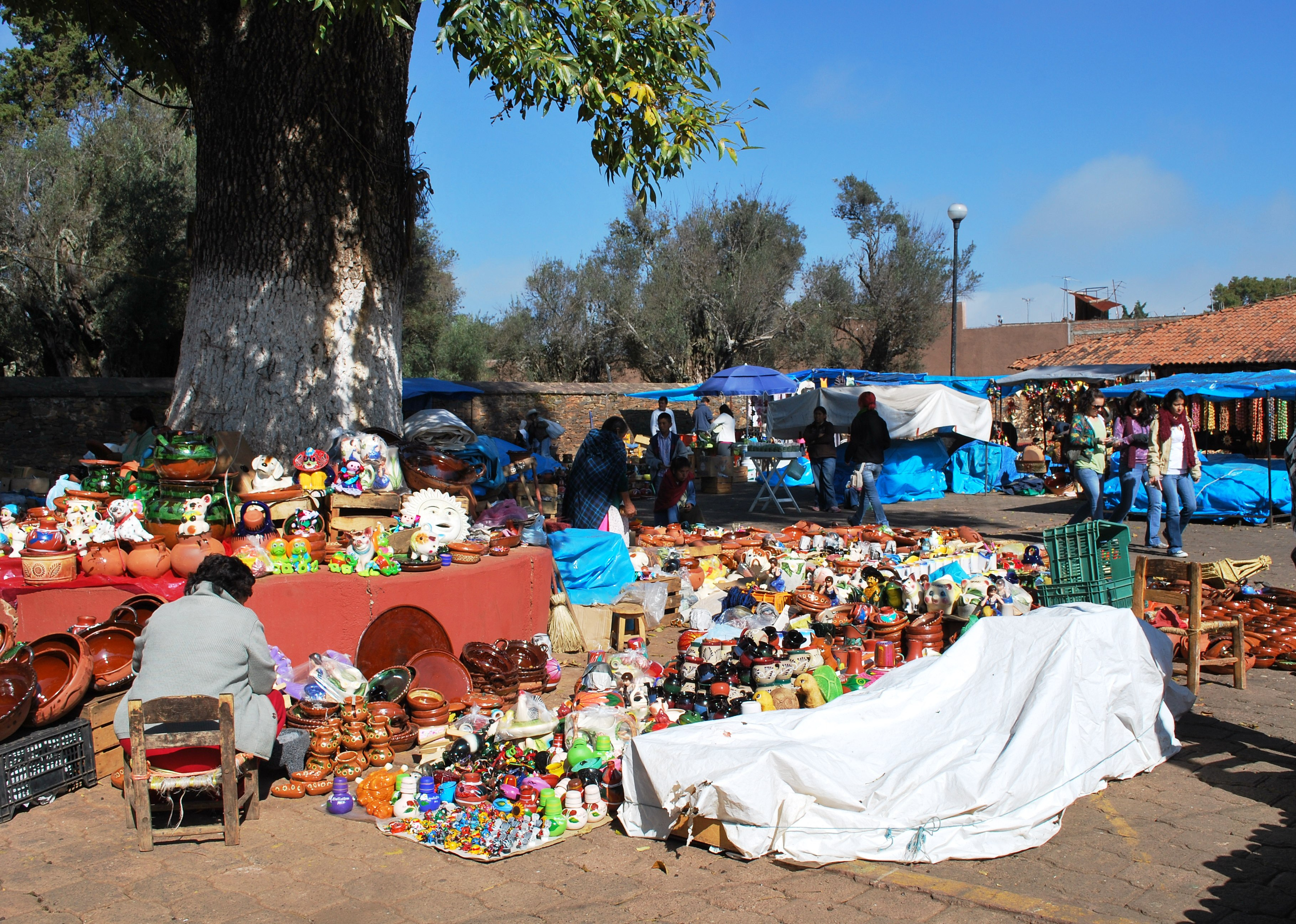
Vendedores de artesanías en Tzintzuntzan

La mayoría de los pueblos que rodean el lago de Pátzcuaro tienen especialidades artesanales. La ciudad de Pátzcuaro propiamente dicha es conocida por algunas como la cerámica y los muebles finos, pero también es un centro económico regional con muchos mercados que venden artesanía de la zona. También alberga el Museo de Artes e Industrias Populares, situado justo al sur de la Basílica. El edificio fue construido originalmente como Colegio de San Nicolás en el siglo XVI por Vasco de Quiroga para preparar a los jóvenes para el sacerdocio y enseñar a los jóvenes indios a leer y escribir. Contiene una de las mayores colecciones de objetos lacados, maquetas y otras artesanías.
Una de las comunidades artesanas más conocidas del Lago de Pátzcuaro es Santa Clara del Cobre, donde el 82% de la población trabaja en la elaboración de artículos de cobre martillado a mano. Hay 250 talleres registrados en el pueblo y sus alrededores, que procesan unas 450 toneladas de cobre al año, generando unos ingresos de unos cincuenta millones de pesos. Muchos de los artículos de cobre que se fabrican son de carácter utilitario: utensilios de cocina, diversos tipos de recipientes, ollas, sartenes, platos, vasos de chupito, relojes, joyas, jarrones, camas, mesas, sillas, interruptores de la luz, mostradores, lavabos, incluso bañeras, y mucho, mucho más, todo en cobre. Sin embargo, desde la década de 1970 también se fabrican aquí joyas de cobre y muchos otros artículos no esenciales. Los talleres son familiares y los niños aprenden el oficio de sus padres. También hay una escuela-taller cooperativa para enseñar a trabajar el cobre, llamada Vasco de Quiroga.

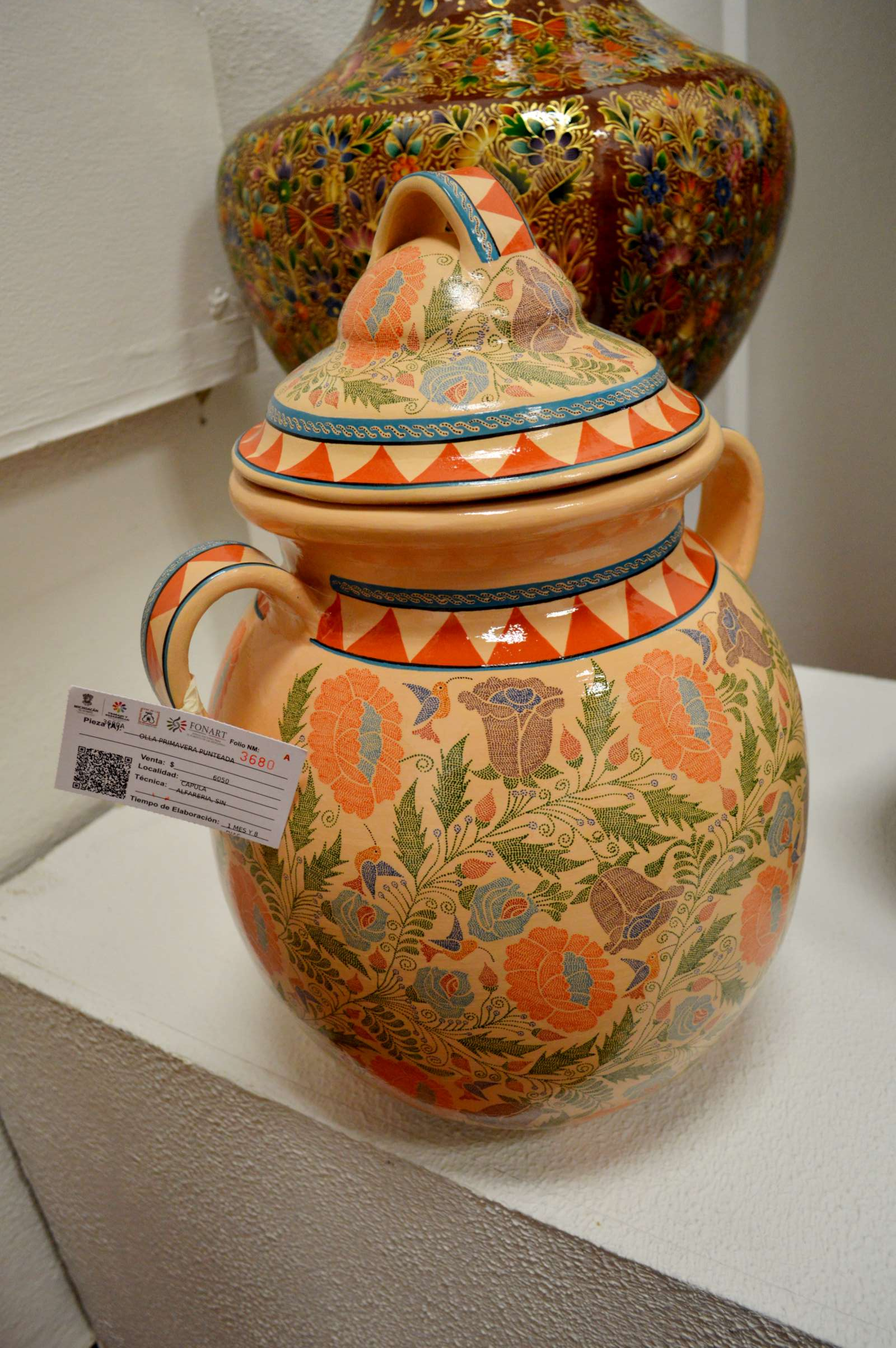
Pieza de cerámica de Capula

El pueblo de Capula es una tranquila ciudad colonial situada entre el lago de Pátzcuaro y la ciudad de Morelia. Lo más tradicional es el menaje de cocina, como ollas y platos, que se decoran con pequeños puntos pintados en un estilo conocido aquí como puntillaje, a menudo para formar flores. Esta técnica se remonta a las vasijas de barro de la época prehispánica. Desde la década de 1980, también es conocida por la elaboración de imágenes en cerámica de La Catrina, figura creada inicialmente por el artista gráfico José Guadalupe Posada. Esto empezó en el taller de Juan Torres, que tomó la figura esquelética e hizo sus propias variaciones sobre el tema. Desde entonces, la mayoría de los artesanos del pueblo se han dedicado a la elaboración de estas figuras, algunas con vestimentas más modernas e incluso versiones masculinas llamadas Catrinos. Capula atrae a algunos turistas que vienen a ver las demostraciones de cómo se fabrican. Esta pequeña localidad es la única del estado que cuenta con certificaciones de origen oficiales para tres de sus productos, la alfarería punteada, las Catrinas y una alfarería más sencilla llamada loza tradicional.
En la parte oriental del estado, cerca de la frontera con el Estado de México, se encuentra la localidad de Tlalpujahua. Esta comunidad es conocida por sus adornos navideños de vidrio soplado y pintados a mano. Esta artesanía comenzó después de que Joaquín Muñoz Orta regresara de Estados Unidos, donde conoció la tradición de utilizar bolas de cristal para decorar los árboles. Empezó a crearlas en Ciudad de México, pero regresó a su ciudad natal para continuar en 1964, donde su negocio creció hasta fabricar millones de las bolas cada año, exportando la mayoría. Hoy en día, la fabricación de adornos sigue siendo el principal generador de empleo de esta zona.
Sin embargo, esta variada tradición artesanal se enfrenta a retos. Al igual que en otras zonas de México, los productos artesanales deben competir contra productos comerciales más baratos e imitaciones más baratas. Un problema que tienen muchos artesanos, especialmente los que venden artículos más caros como muebles, es la imposibilidad de ampliar las líneas de crédito. Los artesanos michoacanos carecen de acceso a mercados donde vender y de vías para promocionar sus productos. Uno de los principales mercados a los que estos artesanos carecen de acceso es la industria turística, valiosa para otros estados de México como Oaxaca. Una razón importante para la falta de turismo es la preocupación por la seguridad. En 2012, 11.640 artesanos trabajaban en el estado, pero la mayoría tiene ingresos por debajo del umbral de la pobreza.
Ha habido esfuerzos por parte de las autoridades estatales y federales, así como de otras instancias, para ayudar a preservar y promover los productos de los artesanos michoacanos. El gobierno federal ha autorizado trece "marcas colectivas" para ciertos tipos de artesanías elaboradas en determinadas localidades. Entre ellas se encuentran las figuras de diablo de Ocumicho, las piñas de cerámica de San José de Gracia, las ollas de cerámica de Zipiajo, los rebozos de Aranza, la cantería de Morelia, los utensilios de cocina tradicionales de Capula, las catrinas de Capula, los huanengos de y las ollas de cerámica de Terecuato, el trabajo en cobre de Santa Clara del Cobre, las guitarras de Paracho, los bordados de Terecuato, las piezas del estado hechas en pasta de caña de maíz y madera laqueada. Las marcas cubren el trabajo realizado por unos 2.000 artesanos del estado, que dan empleo a otras 5.000 personas. El objetivo de las marcas es proteger contra las imitaciones y ayudar a promocionar los productos fuera de México. Michoacán ocupa el primer lugar en el país en el uso de marcas colectivas para artesanías.
En 2014, la Comisión Nacional para el Desarrollo de los Pueblos Indígenas celebró su Expo Artesanía y Turismo Indígena anual en Morelia, con la mitad de las exposiciones dedicadas a la artesanía de los pueblos indígenas del estado.
En 2014, la UNAM y el Colegio de Michoacán auspiciaron el primer evento para promover la cooperación entre académicos y artesanos del estado para preservar las tradiciones estatales. El evento lleva por nombre Sueños.
El principal promotor de la artesanía michoacana es la estatal Casa de las Artesanías (Casart), que abrió en el centro histórico de Morelia un museo dedicado a la artesanía del estado, el Museo Michoacano de las Artesanías. El museo se encuentra en el antiguo monasterio de San Francisco, junto a la Plaza Valladolid, y cuenta con una colección permanente de más de 1.100 piezas.

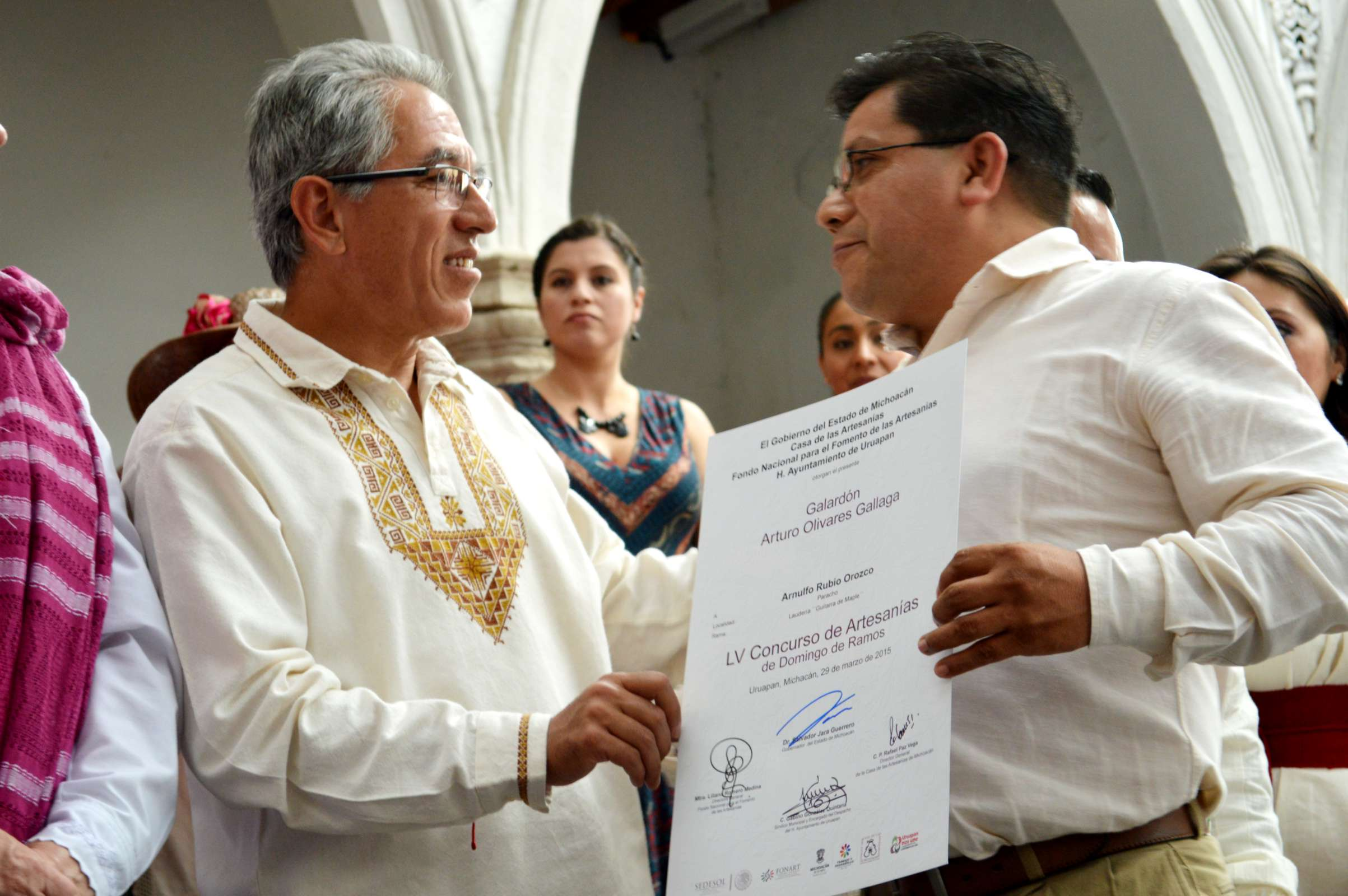
El Gobernador de Michoacán felicita al artesano Arnulfo Rubio Orozco ganador de un premio en el 55 concurso estatal de artesanías del Tianguis de Domingo de Ramos en Uruapan.

También se celebran ferias y concursos a nivel local y estatal con el objetivo de reconocer y promocionar el trabajo de los artesanos del estado. La Feria Artesanal Domingo de Ramos, en Uruapan, es la mayor feria artesanal de Michoacán y una de las mayores de América Latina. En ella se exhiben diversas artesanías de todo el estado. Otros eventos son el Festival de la Artesanía en Charapan, el Concurso Artesanal de Patamban, Fiesta Navideña en Morelia, el Concurso Artesanal de Textiles en Algodón, el Premio Estatal de las Artes Eréndira, que premia la fabricación de instrumentos musicales, la Feria de la Silla, el Huinumo y la Costura en Opopeo, la Feria Internacional de la Guitarra en Paracho, la Feria Nacional del Cobre y Concurso del Cobre Martillado en Santa Clara del Cobre y la Feria de Mueble Rústico y Textil Bordado en Tingambato. Pátzcuaro es conocido por su Concurso Artesanal y feria de artesanos durante la festividad del Día de los Muertos. Muchos pueblos conocidos por su artesanía también celebran concursos durante sus fiestas patronales anuales.

## Cerámica

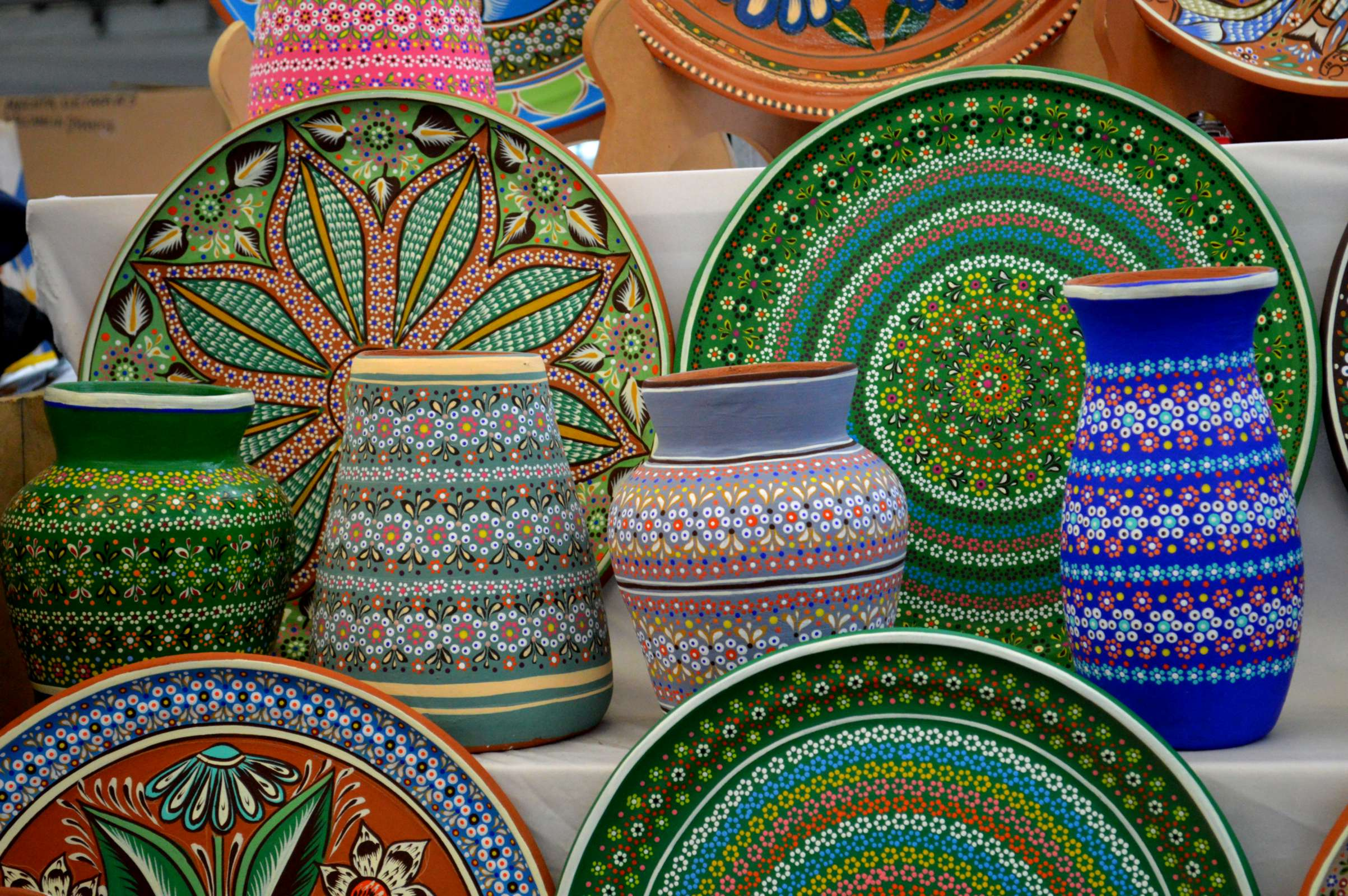
Colorida cerámica con intrincados diseños pintados a mano

Michoacán cuenta con numerosas comunidades alfareras y cada región del estado tiene su propio estilo, así como varias ciudades. Entre los centros alfareros destacan Capula, Patamban, Cucuchucho, Santa Fe de la Laguna, Ocumicho, Uruapan, Tzintzuntzan y Pátzcuaro. Algunos alfareros son artesanos a tiempo completo, pero la mayoría también trabajan como agricultores o en otras ocupaciones. En general, toda la familia trabaja en el oficio, especialmente preparando la arcilla antes de moldearla. La alfarería moderna se elabora con acabados bruñidos, multicolores, de alta cocción, vidriados y lisos, utilizando una mezcla de técnicas europeas e indígenas.
Entre las técnicas de alfarería indígena que sobreviven se encuentra el barro bruñido, que no se vidriaba sino que se pulía con un objeto duro, como una piedra, antes de la cocción. El objeto más común hecho con esta técnica es el cántaro de agua, y las comunidades más conocidas por este trabajo son Tzintzuntzan, Pataban, Zinapécuaro, Cocucho, Huáncito e Ichán. Una cerámica más sencilla se elabora en las comunidades nahuas de la costa michoacana, en comunidades como Zipiajo, llamada barro alisado. Esta técnica se utiliza principalmente para hacer ollas y comales.

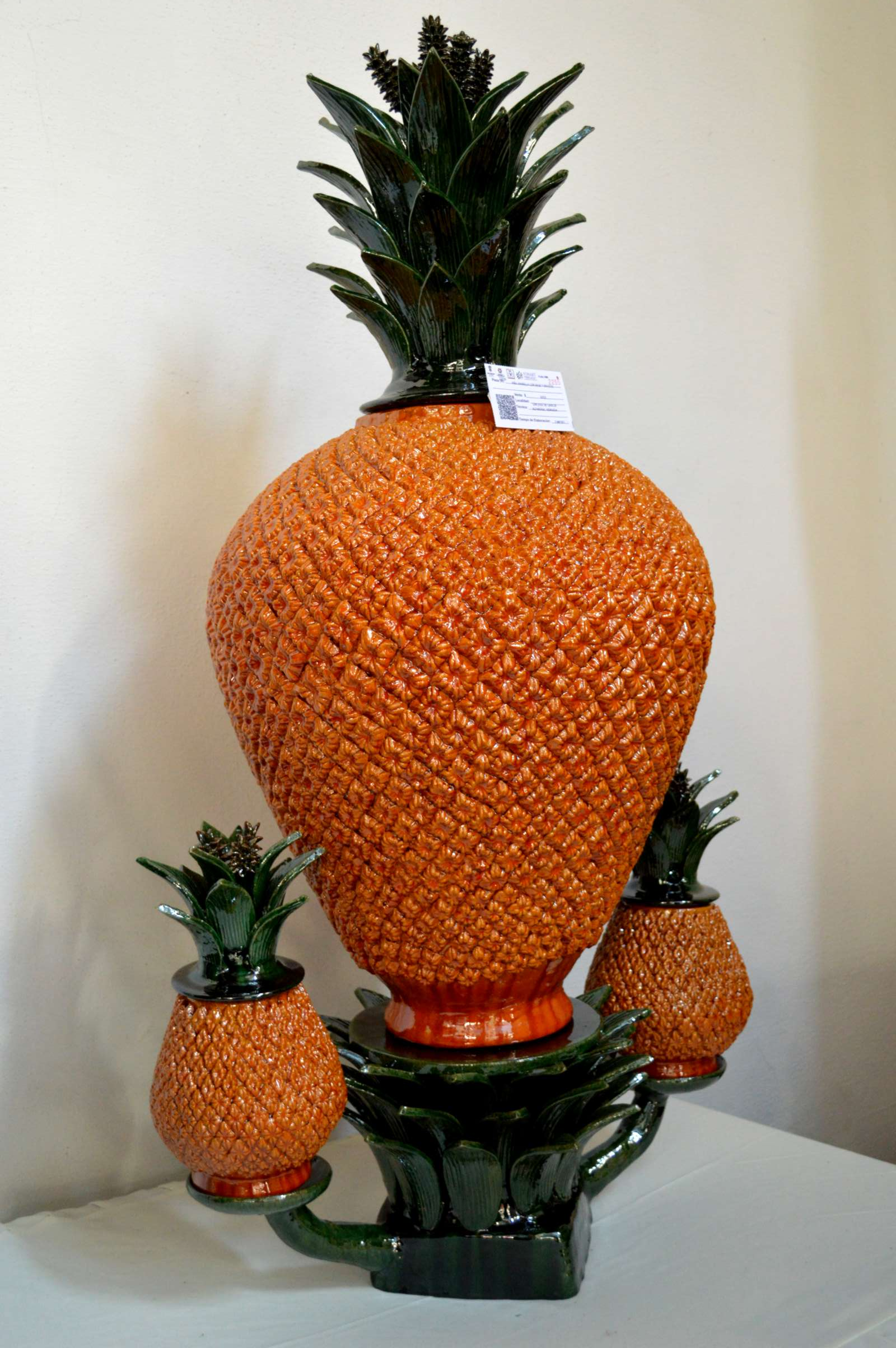
Pieza de cerámica "Piña" de San José de Gracia

La cerámica policromática se elabora utilizando arcilla de distintos colores o mediante el uso de pintura. Los objetos más comunes hechos con varios colores son figuras de la Biblia y de la vida cotidiana y adornos navideños, sobre todo en Ocumicho. Otra figura singular de esta ciudad es un Diablo juguetón, que aparece en escenas como la Última Cena o interponiéndose entre dos enamorados. Esta última figura tiene una marca colectiva.
El vidriado de la cerámica se introdujo en la época colonial, y desde entonces diversas ciudades han desarrollado sus propios estilos. Las piezas vidriadas tradicionales más conocidas son la cerámica vidriada verde de Patamban y la de Capula, decorada con numerosos puntitos de pintura. Otras comunidades destacadas son Tzintzuntzan, por sus ollas y cazuelas, Santa Fe de la Laguna, por sus incensarios negros y candelabros decorados con pequeños trozos de barro, y Zinapécuaro, Santo Tomás y Huáncito, que fabrican piezas vidriadas por goteo.
La cerámica de alto fuego es de introducción más reciente en el estado y se fabrica principalmente en Patamban, Tzintzuntzan y Morelia. También hay talleres notables de este tipo en otras ciudades, como el de Gustavo Bernal Varela en Tlalpujahua.

## Metales

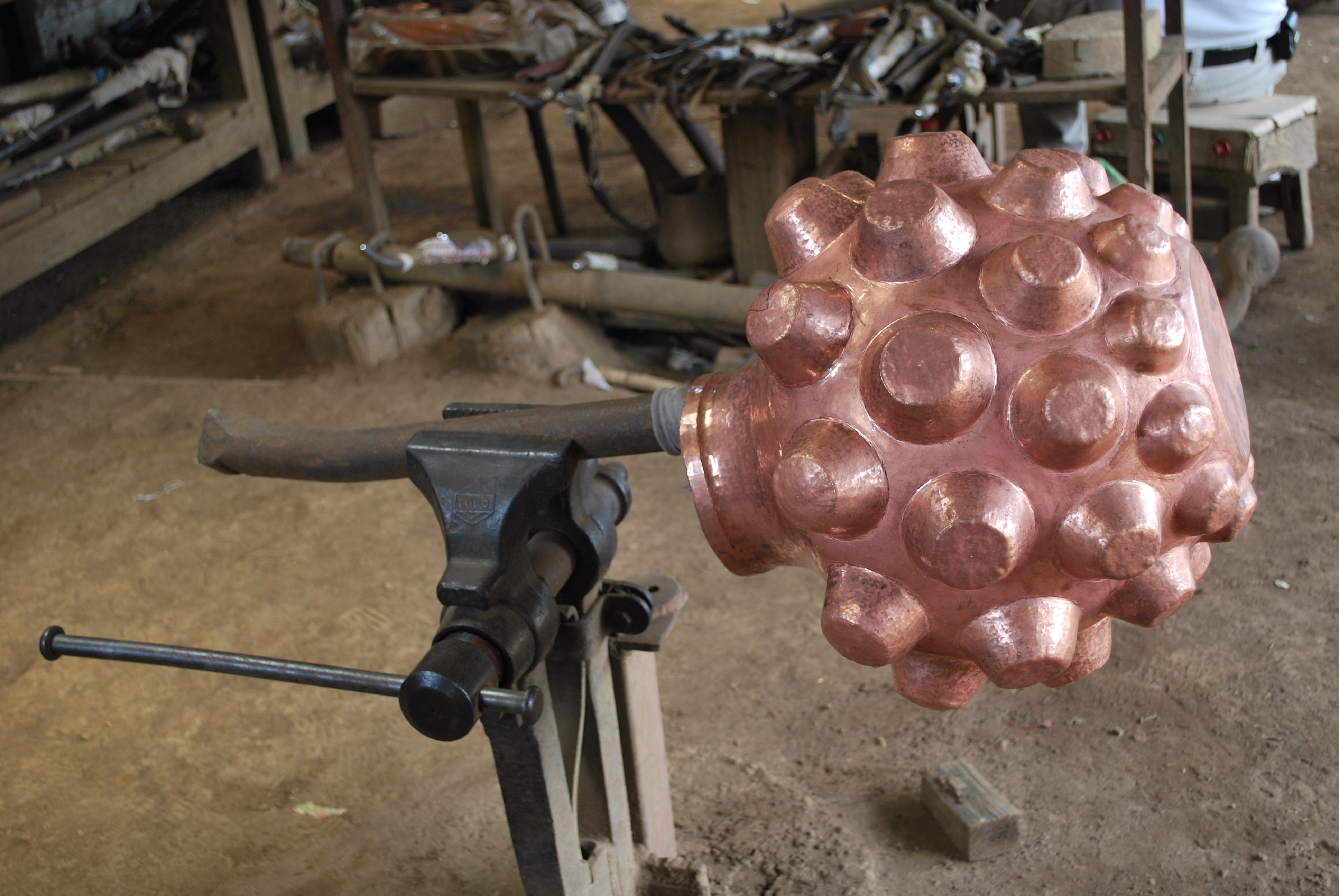
Pieza de cobre en proceso en el taller de Abdon Punzó en Santa Clara del Cobre

La metalistería incluye joyería, herrería y cobre martillado.
En Morelia, Uruapan, Zitácuaro, San Lucas, Huetamo y Pátzcuaro se elaboran joyas y otros artículos de oro y plata. Un tipo distintivo de trabajo en plata es la filigrana con la que se elaboran aretes entre los mazahuas que habitan al oriente del estado en municipios como Zitácuaro y Huetamo. Este arete se desarrolló durante el periodo colonial. Originalmente se utilizaba como una especie de anillo de compromiso, con el que el futuro novio ganaba varias monedas de plata que convertía en aretes. La tradición decayó en el siglo XX, pero se han hecho esfuerzos por recuperar esta orfebrería.
Otros trabajos en metales finos incluyen pendientes planos y colgantes de media luna hechos en Cherán, pendientes y collares llamados "caricas" en oro en Uruapan. En Pátzcuaro la plata se labra en orbes y se combina con gotas huecas, coral y medallón, así como finos alambres de plata con diminutos peces. En Tlalpujahua se trabaja la plata, junto con el latón y el hierro.
La metalistería moderna más famosa del estado es el cobre martillado de Santa Clara del Cobre, fundada en 1530 como fundición para las monjas de la orden de Santa Clara. La fundición ha desaparecido, pero el trabajo en el metal continúa, con la fabricación de tinas de cobre, cubas, cucharones, bandejas, fregaderos, pilas, barriles, jarrones, ollas, platos, jarras, joyas y mucho más. Casi todo el cobre utilizado procede de materiales reciclados. Todos están hechos a mano, utilizando únicamente herramientas manuales como mazos, martillos, mazas, yunques y cinceles, que trabajan el metal calentado en hornos de leña. Cada año, los artesanos muestran su trabajo manual en la Feria Nacional del Cobre.

## Madera

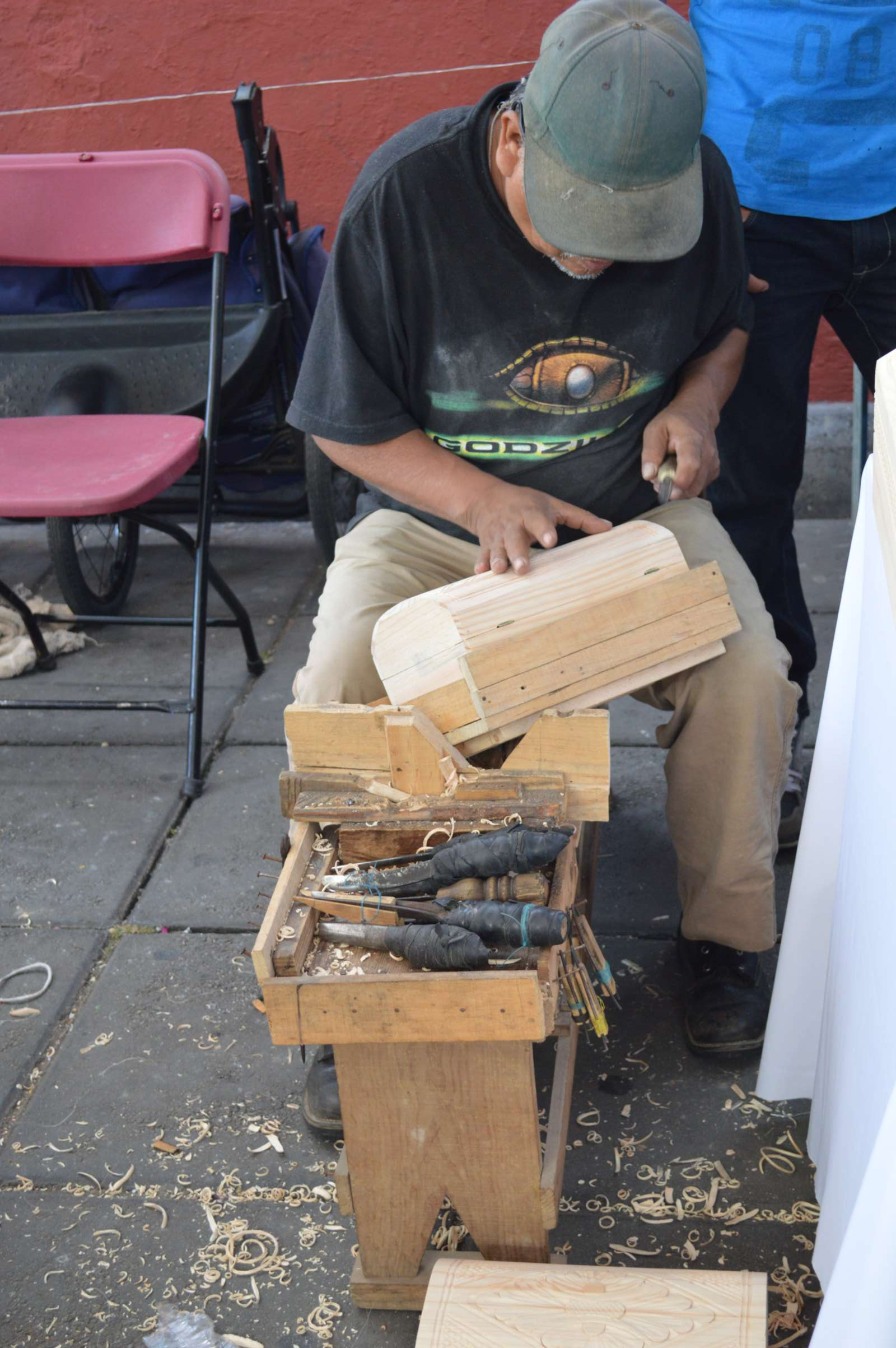
Artesano tallando caja de madera en el Tianguis de Domingo de Ramos

Los bosques templados y tropicales del estado proporcionan uno de los principales recursos económicos del estado, gestionado en su mayor parte por grupos indígenas y mestizos que proporcionan tanto material como combustible. La madera es muy variada e incluye abeto, palo escrito, palo de rosa, pino, cirimo, caoba, cedro blanco, tepamo, tecote, nogal, granadillo y galeana. La madera utilizada en los talleres de muchas comunidades pequeñas se traduce en una de las principales fuentes de empleo del estado. La madera se esculpe y talla en figuras, juguetes, utensilios de cocina, adornos y máscaras, además de convertirse en madera para muebles y piezas más finas para la fabricación de instrumentos musicales. Los artesanos crean cada pieza individualmente, desde la selección de la madera hasta el pulido del producto final. Estos productos se pueden encontrar en mercados y tiendas, especialmente en zonas con una gran población indígena. Pátzcuaro y Uruapan destacan especialmente por el trabajo de la madera.

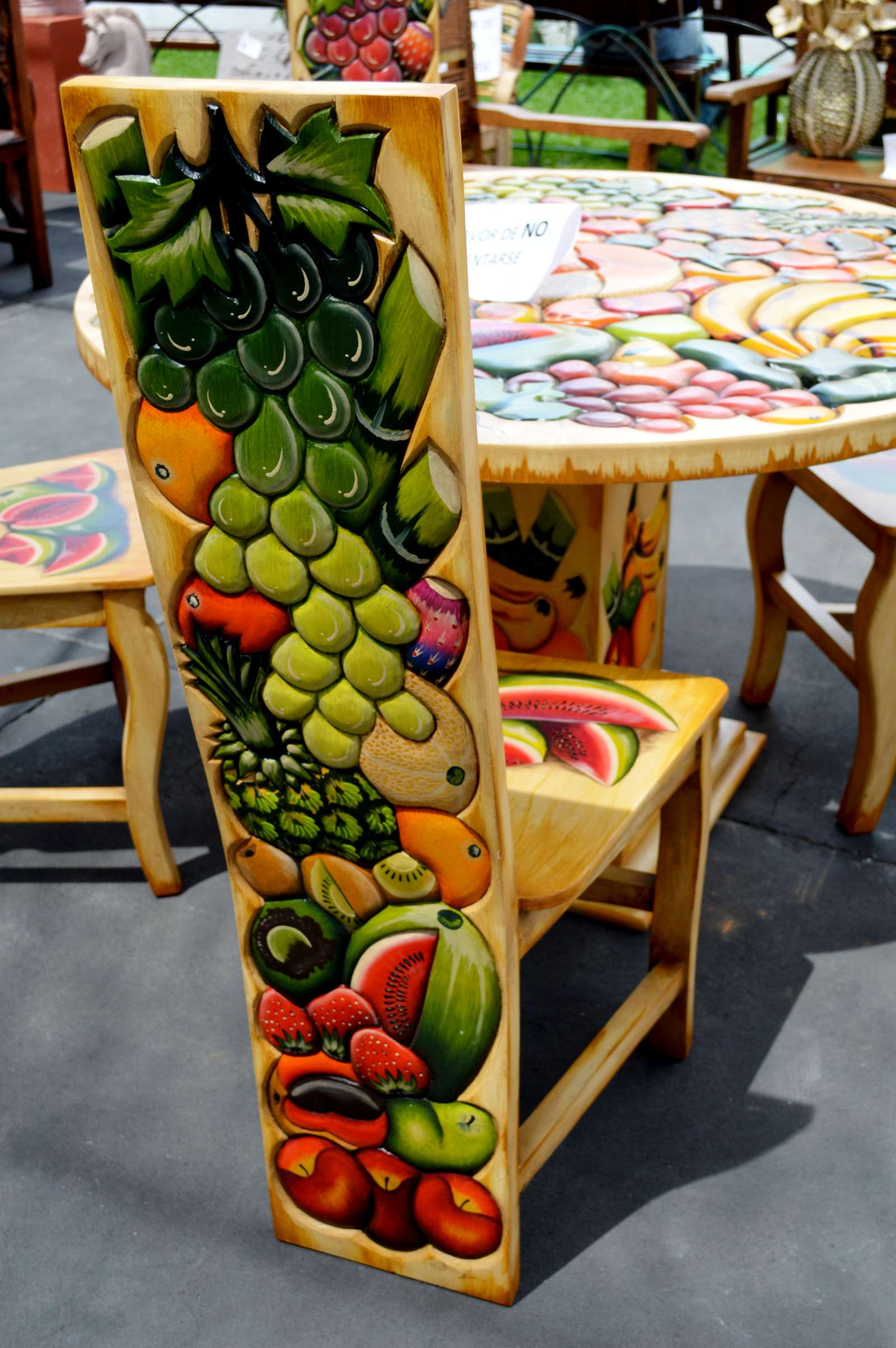
Silla de comedor tallada y pintada de Cuanajo

Los muebles hechos a mano van desde el estilo rústico tradicional mexicano hasta piezas finas de estilo europeo. Los centros de fabricación de muebles son Capacuaro y Comachuén, que fabrican sillas, juegos de comedor y camas, y Arantepacua y Turícuaro, que fabrican cómodas y bancos. Pátzcuaro fabrica muebles de gama alta de estilo colonial y otros estilos antiguos. Erongarícuaro fabrica baúles y juegos de comedor y Tócuario es conocido por sus muebles de nogal mexicano (parota). Cuanajo fabrica muebles de pino blanco, como armarios, cabelleras, baúles, portacucharas y cabeceros.
Con distintos tipos de madera se fabrican numerosos instrumentos musicales, como guitarras, violines, violas, violonchelos, contrabajos y guitarras grandes, sobre todo en Paracho, Ahuiran, Aranza, Cheranástico, Nurío y Paracho, donde se celebra la Feria de la Guitarra. Un artesano individual realiza todo el trabajo de principio a fin.
Muchas de las actividades de tallado en madera están relacionadas con la fabricación de objetos con fines religiosos. Entre ellos se incluyen imágenes y máscaras, que se utilizan en procesiones y danzas. El uso de máscaras se remonta a la época prehispánica y en la actualidad se utilizan para danzas como los Moros y Cristianos, los Diablos, los Negritos, los Viejitos, los Rancheros, los Ermitaños, las Maringuias (hombres vestidos de mujer) y Cúrpites (que significa "comer juntos"). Los objetos utilitarios incluyen cucharas, bandejas y cuencos poco profundos, algunos de los cuales están elaboradamente decorados.

## Textiles

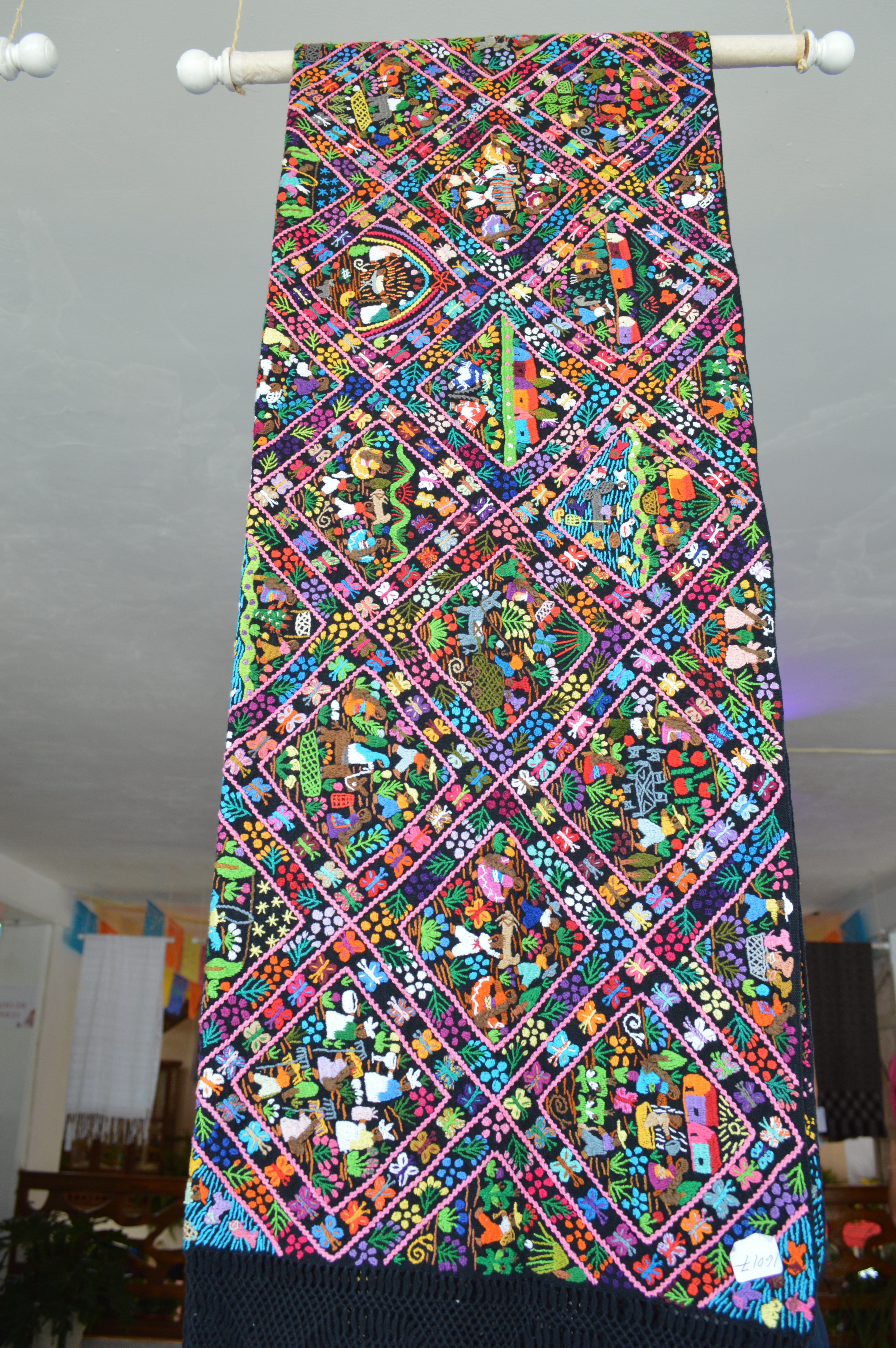
Rebozo muy bordado de Maria Cristina Barriga de Tzintzuntzan en la Feria de Rebozo enTenancingo

La producción textil en Michoacán incluye el bordado, el tejido en telar de cintura y de pedal, y el ganchillo. El tejido se remonta al periodo prehispánico, cuando se utilizaba algodón, ixtle e incluso plumas y conejo para crear telas y otros tejidos. Todos los tejidos se hacían en telares de cintura, y las telas relativamente estrechas se cosían juntas cuando se necesitaban piezas más anchas para artículos como huipiles y mantas. Los españoles trajeron ovejas y la lana se añadió junto a las fibras nativas. También introdujeron el telar de pedal enmarcado, que permite crear piezas más anchas, gruesas y largas. La llegada de los españoles también introdujo nuevos diseños, como la aparición de caballos en los tejidos. El trabajo textil aún se transmite de generación en generación en las comunidades indígenas del estado y es una importante fuente de ingresos para estas familias.

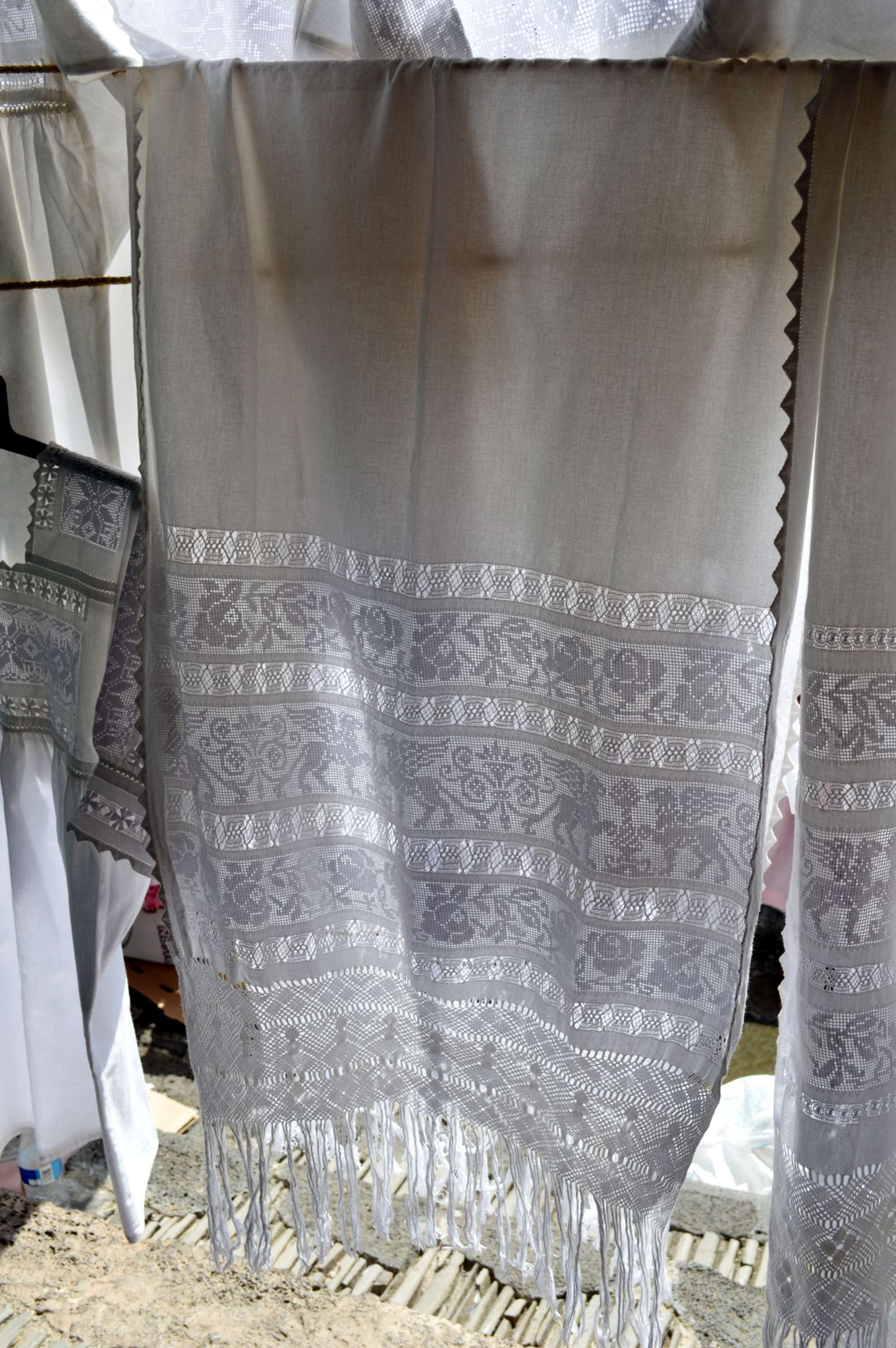
Rebozo fino con bordado y técnica del "deshilado", en la que se retiran los hilos y se anudan los restantes formando diseños.

En Michoacán, las mujeres tejen en telares de cintura como lo hacían en la época prehispánica y la mayor parte del tejido en telares de pedal lo realizan los hombres. Las ovejas se esquilan generalmente dos veces al año, en primavera y otoño, y la lana obtenida en cada estación requiere un manejo diferente debido a los tipos de impurezas que se encuentran. La mayoría de la lana es blanca, pero también se encuentra marrón y negra. Los productos textiles de lana incluyen sarapes, cinturones, rebozos, alfombras y mantas. El algodón se hila y teje principalmente para crear prendas de vestir y ropa blanca, como vestidos, camisas, blusas, chaquetas, manteles, caminos de mesa, servilletas y colchas. Los trabajos más representativos en algodón provienen de Pátzcuaro y Uruapan, así como de Zacán y Tócuaro. Otros trabajos notables en algodón son los de los nahuas de las zonas costeras. Estos textiles suelen ser los más tradicionales, ya que se elaboran para el autoconsumo, creándose las piezas desde el cultivo del algodón hasta el tejido de la tela, pasando por la costura y el bordado de la prenda. Los dos pueblos más conocidos por este trabajo son Cachán y Maruata.
Varias comunidades destacan por sus tejidos. El Jorongo es una de ellas, por los artículos elaborados tanto en telar de cintura como de pedal. Los telares de cintura y de pedal se utilizan en las zonas costeras nahuas y en las zonas montañosas mazahuas del estado, tanto para prendas cotidianas como festivas. Los mejores productos tejidos, tanto de lana como de algodón, se elaboran en Pátzcuaro, Uruapan y Zamora, donde se producen rebozos, otras prendas tradicionales y linos. Los artículos de lana se tejen en telares de cintura sólo en la región purépecha y parte de la región mazahua, al este del estado. Angahuan destaca por sus rebozos, mantas, echequemos, ruanas y tejidos pesados con imágenes de pájaros, flores y motivos geométricos. Las chaquetas pesadas se fabrican en Pichátaro, Santa Clara del Cobre, Cherán, Comachúen, Macho de Agua, Nahuatzen, Sevina y Charapan. En Tarecuato, los telares de cintura crean cinturones de lana y en Cuanajo, hacen bolsas, cinturones y más en un patrón de "pata de perro". En Boca de la Cañada, Crescencio Morales y Macho de Agua se elaboran rebozos, cobijas, chamarras, bolsas, etc., con telares de cintura, con elementos como estrellas, grecas y venados. El rebozo es una importante prenda tradicional, que presenta variaciones regionales. Los de color azul y blanco sobre fondo negro se tejen en Ahuiran y Angahuan.
La fibra de ixtle (maguey) aún se trabaja para crear artículos utilitarios como mochilas y bolsas para cargar, que en Santa Cruz Tanaco y Tarecuato generalmente están sin teñir. En Pómaro, Ostula, el Naranjito y Cachán la misma fibra se utiliza para bolsas más grandes utilizadas para cargar cántaros y mazorcas. El hilo de ixtle también se utiliza para bordar artículos de cuero como sombreros, bridas, riendas, cinchos. En Paracho, esta fibra se tiñe antes de ser trabajada.
Los bordados y otras labores decorativas de aguja son realizadas por mujeres y constituyen una de las artesanías más comunes que se realizan en el estado. Tienen su origen en la época prehispánica, aunque desde entonces se han añadido diversas técnicas. El bordado de blusas y guanengos (huipiles al estilo michoacano) puede hacerse en calado, punto recto, punto de cruz y alforzas. San Felipe de los Herreros destaca por este trabajo, así como Zacán Tócuaro, Erongarícuaro, Tarecuato y Angahuan.
Los diseños bordados y tejidos pueden indicar la procedencia de un artículo. Rebozos de bolita es un estilo de rebozos de La Piedad y Zamora. Los artículos de Tarecuato, Cocucho y San Felipe de los Jerreros se distinguen por el uso intensivo del punto de cruz diminuto.

## Fibras vegetales rígidas

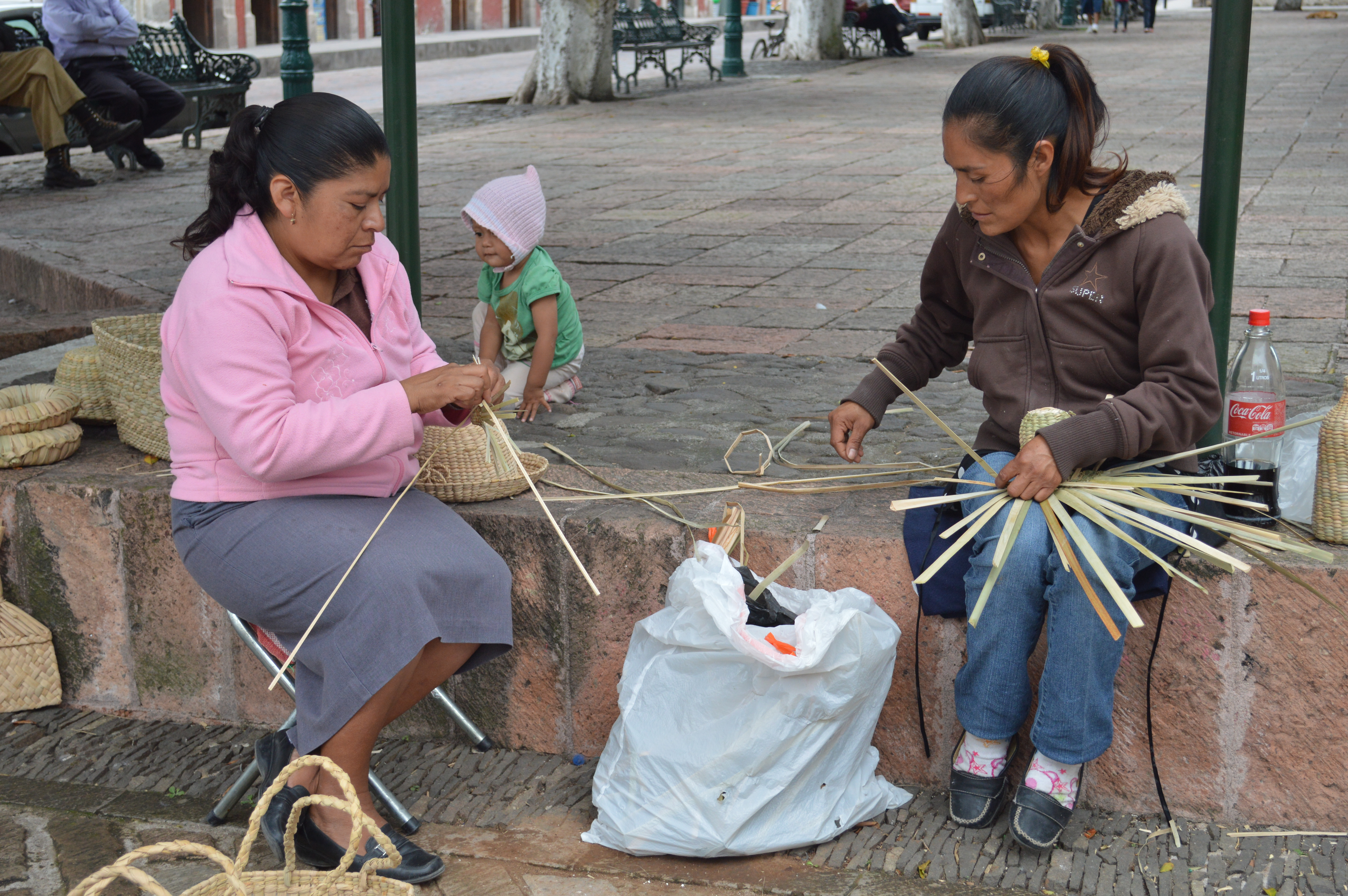
Mujeres tejiendo cestas enCuitzeo

Las fibras vegetales más rígidas son el carrizo, la chuspata, la hoja de maíz, el tallo de maíz, la paja de trigo, la hoja de palma y las ramas de sauce. La mayor parte de este trabajo lo realizan las mujeres, que retuercen, tejen y pegan las fibras para crear diversos tipos de artículos, en pueblos como Ario de Rosales, Pátzcuaro, Erongarícuaro, Quiroga y Tzintzuntzan.
Una artesanía particular del estado es la "pasta de caña". Es una técnica creada por los purépechas para crear imágenes ligeras de sus dioses. Después de la Conquista, se pasó a la fabricación de imágenes católicas ligeras para las procesiones. Consiste en atar el interior del tallo de maíz junto con la elaboración de una pasta del mismo material, que luego se esculpe hasta obtener la imagen deseada, que al terminar, es tan lisa como una hecha de cerámica, pero considerablemente más ligera. Hoy en día, la artesanía se practica principalmente en Pátzcuaro.

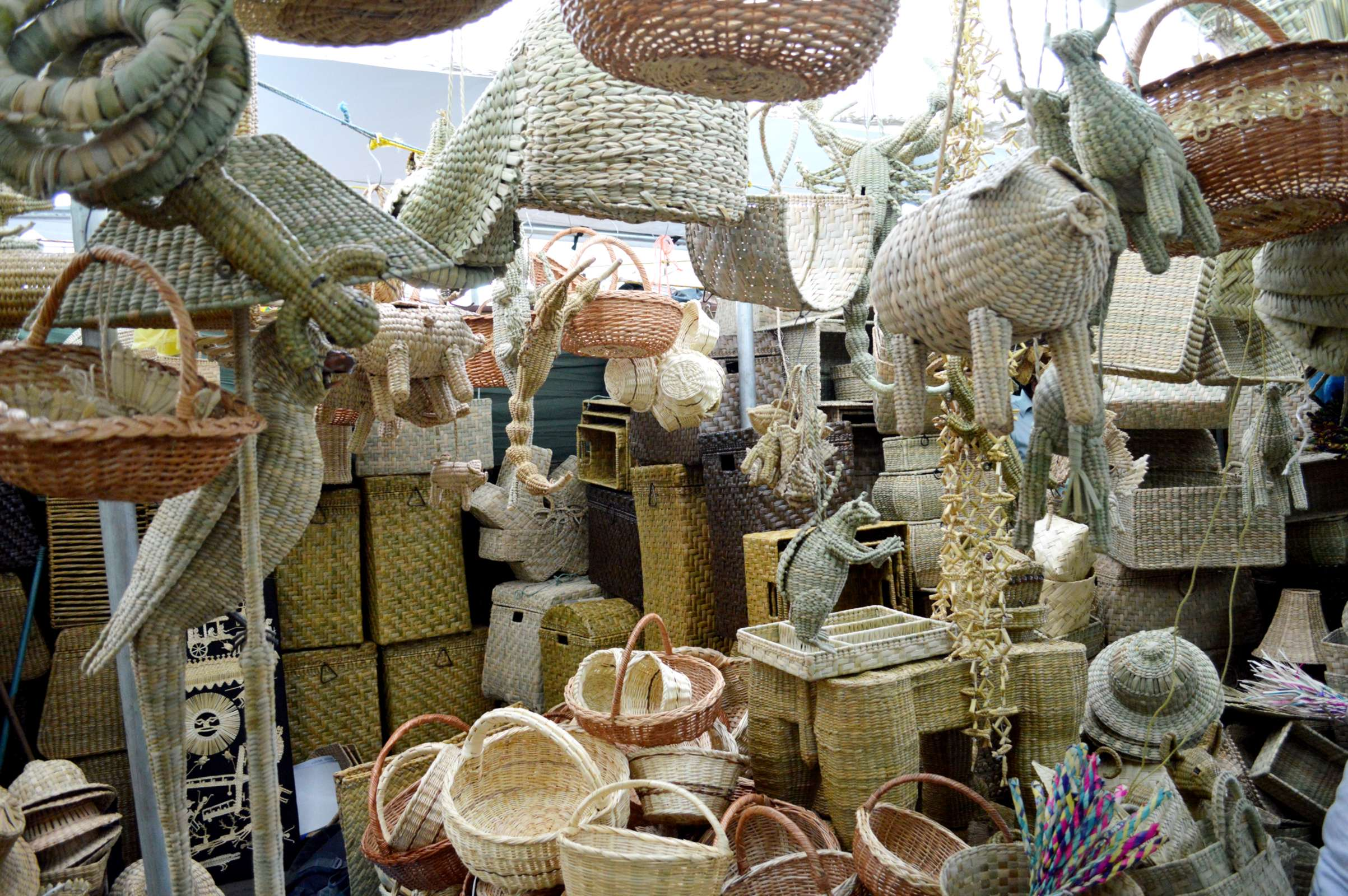
Cestas y productos similares en el Tianguis de Domingo de Ramos

Otro material utilizado en Michoacán es la paja de trigo, introducida cuando los españoles introdujeron el grano. La paja se hace manojos y se ata para crear figuras y otros objetos como imágenes de Cristo y la Virgen María para altares, adornos navideños, sombreros, cestas, salvamanteles y biombos, sobre todo en Ichupio, San Jerónimo Purenchécuaro, San Andrés Tziróndaro y Tzintzuntzan.
Más particular de Michoacán es el uso del mismo material, previamente teñido de varios colores, para crear una especie de mosaico. Los trozos de paja cortados individualmente se colocan cuidadosamente uno a uno prensados en un tablero cubierto de cera para crear imágenes. Esta forma de utilizar la paja de trigo tiene sus raíces en la época prehispánica, cuando se disponían diferentes materiales con la misma técnica, pero la versión actual, realizada generalmente para crear imágenes religiosas y paisajes, es popular desde la década de 1960. Esta artesanía se encuentra principalmente en Tlalpujahua.
Las hojas de maíz secas se han utilizado durante mucho tiempo para crear muñecas y otras figuras. Más recientemente se han añadido otros artículos como coronas, campanas, belenes y adornos y decoraciones navideñas. Se trata de una artesanía común en Tzintzuntzan, donde las hojas se tiñen a menudo de amarillo y azul añil.

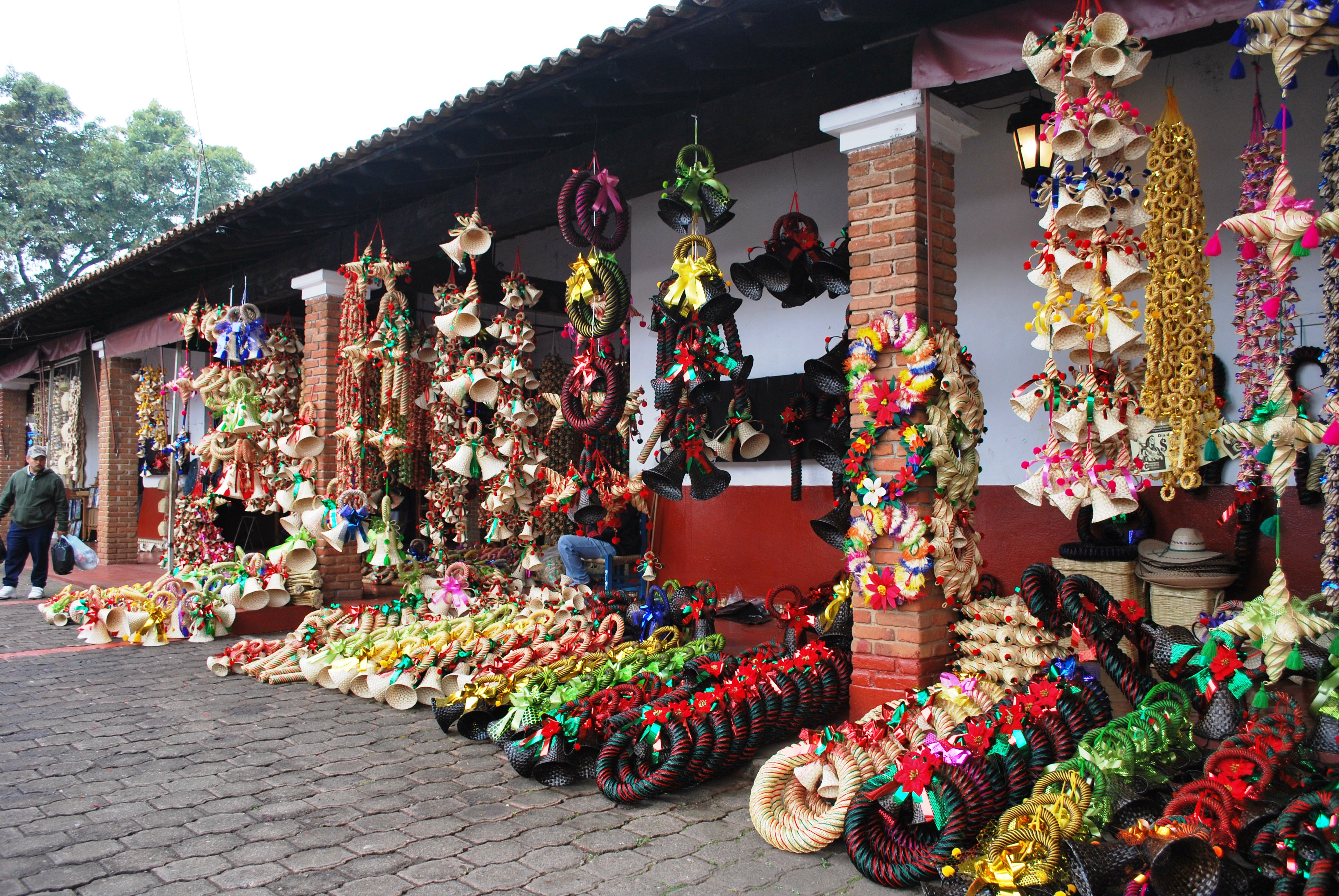
Adornos navideños de paja de trigo expuestos en Tzintzuntzan.

El trabajo de la palma fue introducido por los españoles y se desarrolló durante la época colonial, por lo que los sombreros son uno de los artículos más elaborados. Destacan las comunidades de Jarácuario, Zacán y Urén (Cañada de los Once Pueblos). También se elaboran monederos, carpetas y canastas para tortillas.
En las zonas del lago de Pátzcuaro y el lago de Cuitzeo, el carrizo y la enea se han utilizado para fabricar diversos productos. Uno de ellos es el petate, un tapete utilizado en la época prehispánica para dormir y que aún se usa en varias comunidades indígenas. En Ichupio, Puácuaro y San Jerónimo también se elaboran cestos, bolsos, manteles, canastas para tortillas, recubrimientos para pisos y una variedad de figuras decorativas, especialmente aves y las que representan la vida cotidiana en la zona. La materia prima se recoge generalmente en la orilla del lago y se teje en talleres familiares. En San Lucas Pío, el carrizo se utiliza para fabricar cestas y canastos. En Irancuartaro, los hombres lo utilizan para fabricar cestos de uso doméstico y otros más resistentes para la recolección de fresas y maíz. Las mujeres tejen miniaturas con los mismos materiales.
Las ramas de sauce se utilizan en Uripitío y San Juan Buenavista para fabricar cestos, sombreros, papeleras y cofres según el grosor.

## Artículos lacados

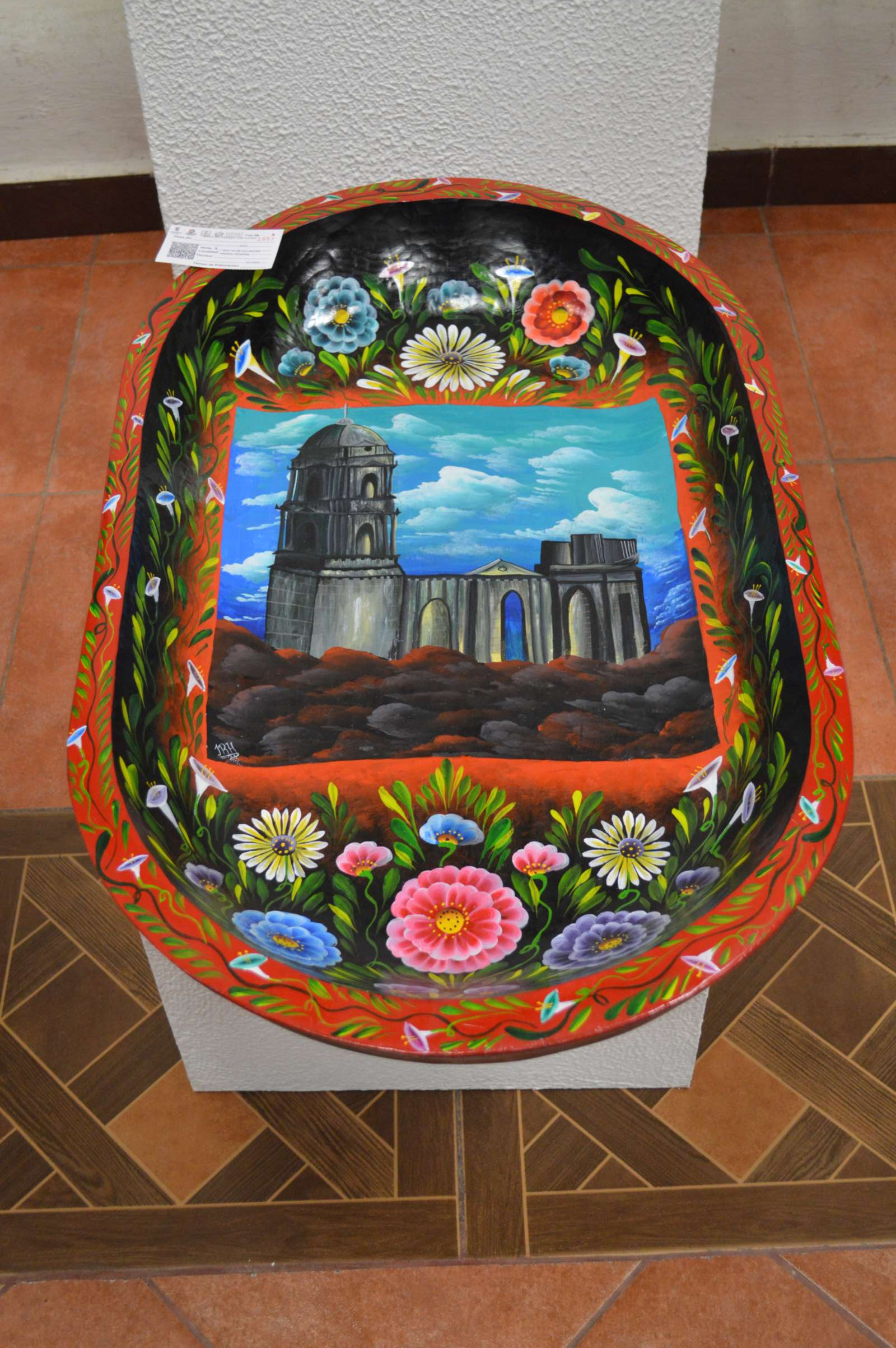
Placa de maque compitiendo en el concurso anual estatal de artesanía, con la imagen de la iglesia de Paricutín.

Hay dos tipos de laca, laca, que utiliza productos químicos más modernos, y maque, un método prehispánico que utiliza una cera derivada del insecto hembra coccus axin que se encuentra en la Tierra Caliente, así como aceites de chía, chicalote o, más recientemente, de linaza. Éstos se mezclan con piedra caliza dolomita o yeso enriquecido con cal, llamado localmente teputzchuta. Los colorantes suelen ser de origen mineral, pero a veces también proceden de fuentes animales y vegetales.
El laqueado se desarrolló principalmente en el estado durante el periodo colonial en Uruapan, Pátzcuaro y Quiroga. Con el tiempo, surgieron variaciones en la técnica y el estilo en lugares como Uruapan, Pátzcuaro y Quiroga. Pátzcuaro desarrolló un nuevo estilo de delinear imágenes en oro y Quiroga se especializó en bandejas pintadas con pincel.
Las piezas de laca dorada comienzan limpiando la superficie con una mezcla de gasolina y manganeso y reparando las astillas de la madera. Se aplica una base y luego capas de laca hasta que la superficie queda lisa y brillante. Los colores base más comunes son el negro, el marrón oscuro y el morado, el verde y el naranja. El último paso consiste en añadir pequeños trozos de pan de oro con bastoncillos de algodón empapados en aceite para resaltar parte del diseño. A continuación se aplican los colores al cuerpo del diseño, que contrastan con la base más oscura.

## Otras artesanías

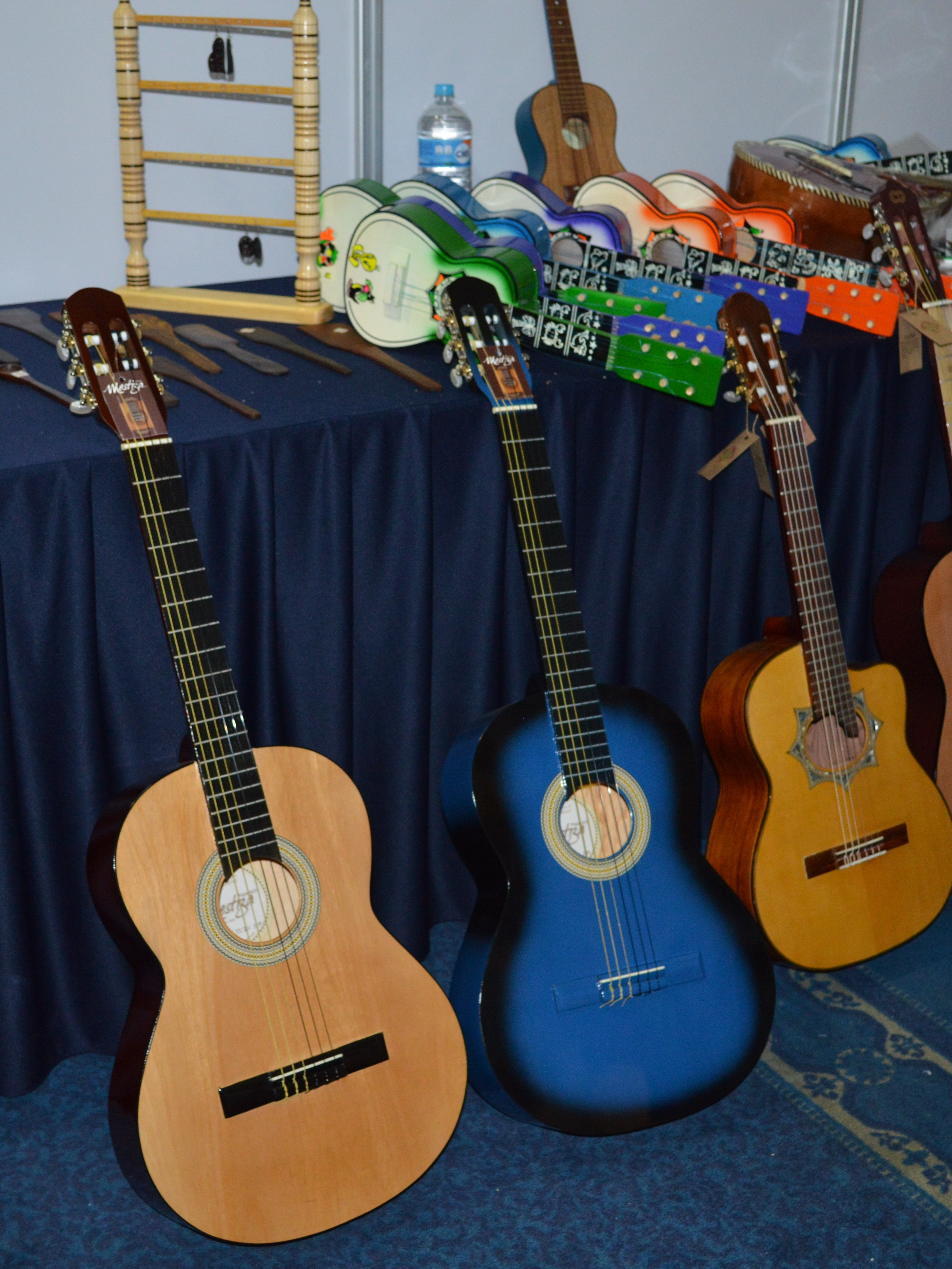
Guitarras de Paracho

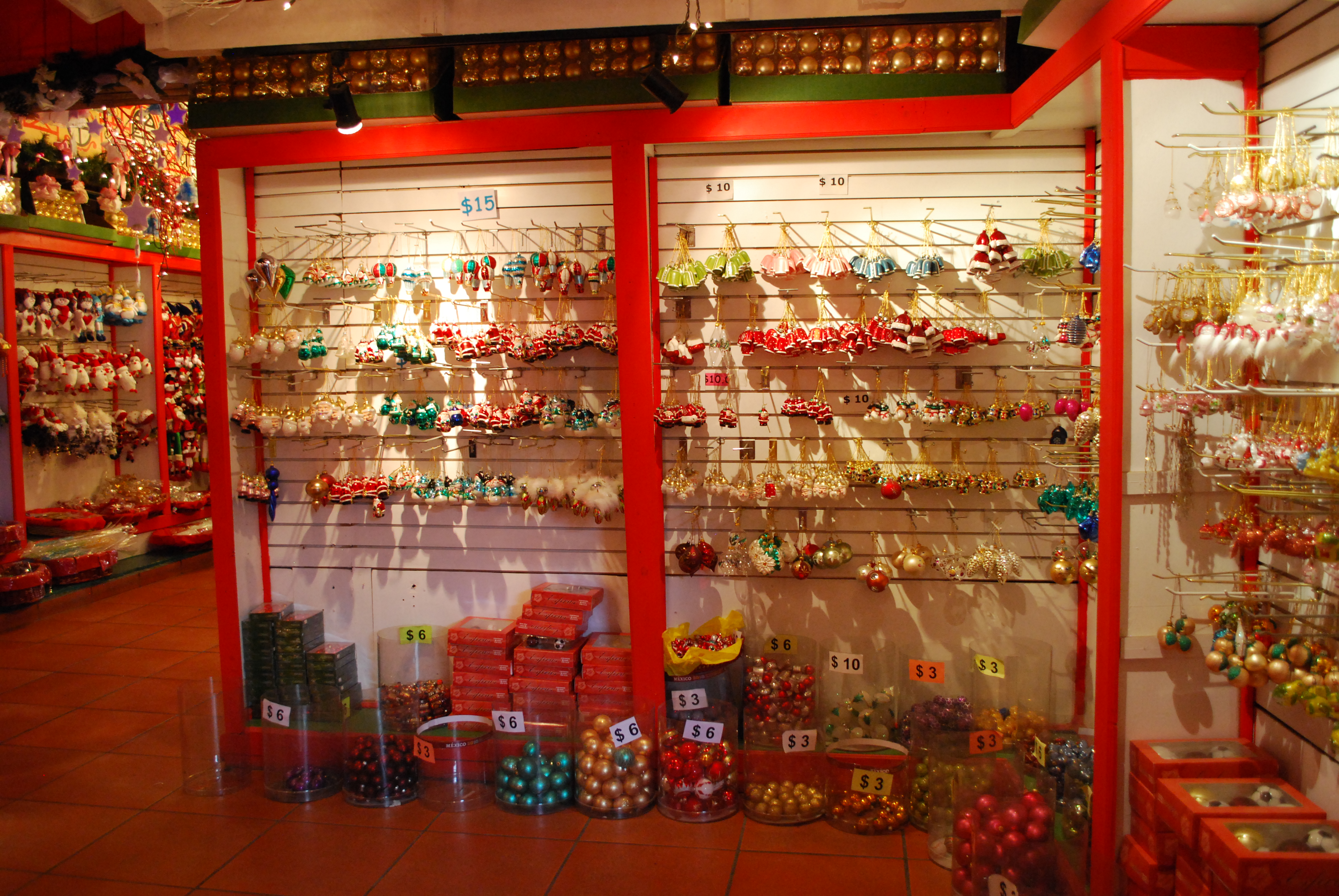
Ornamentos navideños de Tlalpujahua

Otras artesanías son la marroquinería, los artículos de cera y el papel picado. Los principales artículos de cuero son los huaraches (el artículo más común), las sillas de montar, los cinturones bordados, las sillas con respaldo de cuero y las cueras (una especie de abrigo largo de piel de venado). La región de Tierra Caliente del estado es conocida por la fabricación de un tipo único de silla/banco con respaldo de cuero. El cuero descansa sobre un armazón hecho de tiras de corteza peinadas con ramitas y ramas de madera dura. El armazón está hecho de maderas más resistentes. La escultura de cera se utiliza generalmente en la fabricación de velas y esculturas.
En Tlalpujahua y Morelia aún se realizan trabajos con plumas. Este arte tiene sus orígenes y alcanzó su apogeo durante el periodo prehispánico tardío y en el periodo colonial muy temprano, con plumas usadas para decorar escudos, estandartes, tocados, imágenes de mosaico, gorros y más para las clases gobernantes. Existen esfuerzos por revivirlo. En Tlalpujahua hay talleres que crean imágenes de plumas de iconos religiosos, paisajes, animales y más, utilizando plumas de diferentes colores y tamaños, que se venden sobre todo en Tlalpujahua y en Morelia. Los artesanos locales Gabriel Olay Olay y Luis Guillermos Olay Barrientos han ganado premios nacionales por su trabajo. La obra de Gabriel Olay ha sido obsequiada por presidentes mexicanos a diversos dignatarios del mundo.
La cantera (toba) es una piedra volcánica particular del centro de México y es un material común tanto para la construcción como para la escultura. La cantera de color rosa puede verse por todo el centro histórico de Morelia, con unos 1.400 edificios construidos total o parcialmente con ella. Morelia sigue siendo un centro para el trabajo de esta piedra con materias primas y productos terminados enviados a otras partes de México y el extranjero. Otras ciudades conocidas por este trabajo son Tlalpujahua y Tzintzuntzan. La piedra aquí viene en varios colores como gris, negro, amarillo y marrón junto con rosa. Las piezas esculpidas incluyen imágenes religiosas y fuentes, la mayoría hechas por encargo.
Los pueblos de Angahuan y Zirahuén destacan por sus pequeñas figuras de trapo que representan escenas de la vida cotidiana. Paracho, Aranza y Chrán fabrican trompos, yoyós y juguetes de vaso y pelota con pequeños camiones de madera fabricados en Quiroga.
La artesanía más conocida de Tlalpujahua es la fabricación de esferas de vidrio para árboles de Navidad, la mayoría pintadas a mano. Estos adornos se venden en México y se exportan al extranjero, tanto a América como a Europa y Japón.

## Artesanos destacados
- Punzo family (copper crafts)
- Elena Felipe and Bernadina Rivera
- Emilio Molinero Hurtado
- Hilario Alejos Madrigal
- María de Jesús Nolasco Elías
- Pedro Ruiz Martínez and Odilia Pineda
- Neftalí Ayungua Suárez
- Mario Agustín Gaspar